# HD 106797
HD 106797，又名CP-64 1844，SAO 251826、HR 4669，是一颗恒星，视星等为6.06，位于銀經299.41，銀緯-3.06，其B1900.0坐标为赤經12h 11m 41.2s，赤緯-65° -3.06′ 12″。